# 杉崎智介のle Salon
『杉崎智介のle Salon』（すぎさき ともすけのル・サロン）は、エフエムインターウェーブ（InterFM）で毎週日曜日22:49～放送されていたラジオドラマ。東京の片隅で深夜のみ営業している画廊が舞台で、杉崎智介はサロンの店主を演じている。毎回、曰く付きの美術品が登場する。（InterFMホームページ参照。）

## 番組内容
美術サロンに毎回ゲストが訪問してくるが、不思議な美術品を扱い、毎回必ずオチがある。ユリトロの母シュザンヌ、マグダラのマリア、千夜一夜物語のシャハラザード、岸駒、明智光秀など本番組ならではの登場人物や歴史上の異説が題材になっている。

## キャスト・スタッフ
- サロンの主人・杉崎智介
- サロンの客・ReeSya
- 原作・脚本は杉崎智介

## 主題歌
- 第1期 『Warm Snow』古郡ひろみ
- 第2期　『もう少しだけ…』古郡ひろみ

## 過去のタイトル
- 囚われのアンドロメダ
- 風神・雷神
- 赤楽茶碗（千利休と明智光秀）
- 雪の夜話（ユリトロと母シュザンヌ）
- ジャン＝ジャック・エンネル
- アンドレ・ドラン「裸婦」
- 三笑
- フランツ・ルフレル「天使たち」（マリーアントワネット）
- 沈没船奇譚
- 扉の向こう側
- 魔法の絨毯（シャハラザード）
- イタリーの追憶（マグダラのマリア）
- イコン
- 四月怪談
- フレミングの額縁

## 逸話
- 第1基主題歌の『Warm Snow』はInterFM日本人初のTHE MUSIC ROTATION4週間連続を達成。
- サロン舞台は美術の裏世界が描かれ、贋作や夜会などタブーとされるテーマが実名で登場するが、あくまでもフィクションというスタンスをとっている。